# Pirri
Pour les articles homonymes, voir Pirri (homonymie).
José Martínez Sánchez, plus connu sous le nom de Pirri, est un footballeur espagnol, né le 11 mars 1945 à Ceuta (Espagne). 
Il joue en tant que défenseur dans l’équipe du Real Madrid et dans l’équipe d'Espagne. Il remporte une fois la Coupe d'Europe des clubs champions et dix fois le Championnat d'Espagne de football.

## Biographie

### En club
Avec le Real Madrid, il remporte la Ligue des champions en 1966, dix titres de champion d'Espagne et gagne quatre fois la Coupe d'Espagne.
Pirri est huitième au classement des meilleurs buteurs de tous les temps du Real Madrid, avec 122 buts marqués en 417 matches.
Pirri dispute par ailleurs 75 matches dans les compétitions européennes et y inscrit 23 buts.
Le 17 juillet 2023, le Real Madrid annonce par un communiqué officiel qu'il devient président d'honneur du club. Il est ainsi présent au côté de Zinédine Zidane lors de la présentation de Kylian Mbappé, après sa signature le 16 juillet 2024.

### En équipe nationale
Pirri commence sa carrière en équipe nationale en juillet 1966 et la termine en juin 1978. Il est sélectionné 41 fois en équipe d'Espagne, inscrivant 16 buts.
Il participe à la Coupe du monde 1966 (un but marqué), puis douze ans plus tard il prend part au Mundial 78 en Argentine.

## Clubs
| Saison     | Club        | Pays    |
| 1963 -1964 | Grenade CF  | Espagne |
| 1964-1980  | Real Madrid | Espagne |
| 1980-1982  | CF Puebla   | Mexique |

## Palmarès
- Vainqueur de la Ligue des champions en 1966
- Champion d'Espagne en 1965, 1967, 1968, 1969, 1972, 1975, 1976, 1978, 1979 et 1980
- Vainqueur de la Coupe d'Espagne en 1970, 1974, 1975 et 1980